# Kaitlin Doubleday
Kaitlin Janette Doubleday (Los Ángeles; 19 de julio de 1984) es una actriz estadounidense. A principios de su carrera, tuvo varios papeles secundarios en películas, entre ellos Waiting... (2005) y Accepted (2006). De 2015 a 2016, protagonizó como Rhonda Lyon en la telenovela musical de Fox, Empire. En 2017, Doubleday se unió al elenco de la serie de drama musical de la CMT Nashville interpretando a Jessie Caine.

## Primeros años
Doubleday, que nació y creció en Los Ángeles, es la mayor de dos hijas criadas por Frank Doubleday y Christina Hart. Creció en una familia del mundo del espectáculo: sus padres son ex actores profesionales y su hermana menor, Portia, también es actriz. Su madre trabaja en la industria del entretenimiento como dramaturga y también como productora en el teatro. Asistió a la Academia de Música de Hamilton High School en Los Ángeles.

## Carrera
Doubleday debutó como actriz en un episodio del documental de la CBS titulado Without a Trace en 2002 y ese mismo año apareció en el largometraje Catch Me If You Can. Se graduó en papeles secundarios en las películas Waiting... (2005), The TV Set (2006) y Accepted (2006). En 2007, protagonizó la serie de comedia ABC, Cavemen. La serie recibió críticas negativas y fue cancelada después de un mes en el aire. En los años siguientes, Doubleday continuó actuando en televisión, con pequeñas partes en CSI: Miami, Brothers & Sisters, Bones, The Closer, Criminal Minds, Drop Dead Diva y Witches of East End. Doubleday también actuó en el papel recurrente de Logan Louis en la serie de comedia de HBO Hung en 2011.
En 2015, Doubleday comenzó a protagonizar la telenovela de Fox, Empire. Interpretó a Rhonda Lyon, esposa del hijo mayor de la familia Lyon. También en 2015, participó en la película dramática independiente Po, dirigida por John Asher, sobre un padre soltero que cría a un hijo con autismo. Doubleday también apareció como invitada célebre en el programa de comedia improvisada de The CW Whose Line Is It Anyway en junio de 2016. En 2017, participó en la popular serie de terror Scary Endings junto al actor australiano Adam J. Yeend en un episodio titulado "The Water Rises".
En 2017, Doubleday se unió al elenco de la serie de drama musical CMT Nashville en su quinta temporada, tras la partida de la estrella original de la serie Connie Britton. Ella representó a Jessie Caine, una cantante y compositora. Su personaje fue presentado durante el episodio 100 de la serie el 15 de junio de 2017.

## Vida personal
En mayo de 2015, Doubleday se comprometió con Devin Lucien, un DJ, en París. Ella y Lucien se casaron el 6 de mayo de 2016 en Big Sur. La pareja tiene un hijo llamado Franklin, nacido en 2019.

## Filmografía

### Película
| Año  | Título                           | Papel                   | Notas                    |
| ---- | -------------------------------- | ----------------------- | ------------------------ |
| 2002 | Catch Me If You Can              | Joanna                  |                          |
| 2004 | Freshman Orientation             | Amanda                  |                          |
| 2005 | Waiting...                       | Amy                     |                          |
| 2006 | The TV Set                       | Jesse Filmore           |                          |
| 2006 | Accepted                         | Gwynn                   |                          |
| 2009 | The Tomb                         | Rowena                  |                          |
| 2011 | Final Sale                       | Kate Johnson            |                          |
| 2012 | The March Sisters at Christmas   | Meg March               | Película para televisión |
| 2012 | Famous                           | Gretchen                | Cortometraje             |
| 2013 | The Magic Bracelet               | Lainey                  | Cortometraje             |
| 2013 | Friend Request/Chance at Romance | Celeste Jeffers-Johnson | Película para televisión |
| 2015 | Inversion                        | AJ                      |                          |
| 2015 | Dragon Warriors                  | Ennogard                |                          |
| 2016 | Po                               | Amy                     |                          |

### Televisión
| Año             | Título                         | Papel                       | Notas                                                    |
| --------------- | ------------------------------ | --------------------------- | -------------------------------------------------------- |
| 2002            | Without a Trace                | Becky Radowsky / Eve Cleary | Episodio: " Between the Cracks"                          |
| 2003            | Strong Medicine                | Julie Windsor               | Episodio: "Misdiagnosis Murder"                          |
| 2004            | Cold Case                      | Holly Richardson            | Episodio: "Hubris"                                       |
| 2006            | Justice                        | Elizabeth Morris            | Episodio: "Filicide"                                     |
| 2007            | Cavemen                        | Kate McKinney               | Regular de la serie                                      |
| 2008            | CSI: Miami                     | Amanda Brighton             | Episodio: "Tunnel Vision"                                |
| 2009            | Brothers & Sisters             | Chelsea Yeager              | Episodios: "It's Not Easy Being Green" y "Owning It"     |
| 2009            | Bones                          | Karin Lin                   | Episodio: "The Plain in the Prodigy"                     |
| 2010            | The Closer                     | Linda                       | Episodio: "Layover"                                      |
| 2010            | Criminal Minds                 | Kelly Landis                | Episodio: "Reflection of Desire"                         |
| 2011            | CSI: Crime Scene Investigation | Evan Ferrari                | Episodio: "Hitting for the Cycle"                        |
| 2011            | Chase                          | Episodio: "Seven Years"     |                                                          |
| 2011            | Drop Dead Diva                 | Cassie                      | Episodios: "You Bet Your Life" y "Toxic"                 |
| 2011            | Childrens Hospital             | Female Intern               | Episodio: "Newsreaders"                                  |
| 2011            | Hung                           | Logan Lewis                 | Papel recurrente, 3 episodios                            |
| 2013            | Witches of East End            | Elyse                       | Episodio: "Electric Avenue"                              |
| 2014            | Mixology                       | Trista                      | Episodios: "Jessica & Ron" y "Closing Time"              |
| 2015–2016, 2018 | Empire                         | Rhonda Lyon                 | Elenco principal (temporadas 1–2), elenco invitado (3–4) |
| 2016            | Whose Line is it Anyway?       | Ella Misma                  | Temporada 12 Episodio 5                                  |
| 2017            | Scary Endings                  | Rebecca                     | Episodio: "The Water Rises"                              |
| 2017–2018       | Nashville                      | Jessie Caine                | Elenco principal (temporadas 5–6)                        |